# DR-Baureihe 58.30
Die DR-Baureihe 58.30 ist eine Güterzuglokomotive der Deutschen Reichsbahn, die ab 1958 im Rahmen des sogenannten Rekonstruktionsprogramms aus Lokomotiven der Gattung G 12 (Baureihe 58.2–5, 10–21) entstand. Zwischen 1958 und 1962 wurden dazu im ehemaligen Reichsbahnausbesserungswerk Zwickau 56 Lokomotiven verschiedener Ursprungsbahnen (u. a. einige ehemals elsässische Lokomotiven) umgebaut.

## Geschichte
Anlass für den einem teilweisen Neubau gleichkommenden Umbau der G 12 war ein zu Beginn der 1950er Jahre aufgetretener Mangel an leistungsfähigen Güterzuglokomotiven mit 15 t bis 18 t Achsfahrmasse für die Mittelgebirgsstrecken in der DDR. Der an und für sich beabsichtigte Bau eines aus der Kriegslokomotive Baureihe 42 abgeleiteten neuen Lokomotivtyps durch die Lokomotivindustrie der DDR konnte aufgrund mangelnder Stahlzuteilung durch die Staatliche Plankommission nicht umgesetzt werden. Ein stattdessen an Škoda vergebener Neubauauftrag für 80 Maschinen der tschechischen Baureihe 556.0 wurde vom Auftragnehmer nicht erfüllt. Letztlich entschied man sich daher zur Rekonstruktion von Maschinen der Baureihe G 12. Aufgrund des teilweise bereits fortgeschrittenen Verschleißes der G 12, insbesondere bezüglich der Kessel, Mittelzylinder und der Kropfachswellen, ergab sich bei diesen ohnehin ein grundlegender Instandsetzungsbedarf.
Im Zuge der Rekonstruktion erhielten die Maschinen vollständig neu gefertigte, geschweißte Führerhäuser, den neu entwickelten Rekokessel mit Verbrennungskammer, Mischvorwärmeranlagen, neue Mittelzylinder in Schweißkonstruktion, Trofimoff-Schieber und Windleitbleche der sogenannten Bauart Witte. Der verbaute Rekokessel 58E ist ein mit geringen Modifizierungen übernommener Kessel 50E, der unter anderem bei den Rekolokomotiven 50.35 und 52.80 sowie der DR-Neubaulok Baureihe 23.10 eingebaut wurde. Wegen des längeren Kessels war es erforderlich, den Barrenrahmen zu verlängern, hierzu wurde vorne ein Blechrahmenstück vorgeschuht. Der Abstand zwischen Laufradsatz und dem ersten Kuppelradsatz vergrößerte sich um 300 mm und damit der Gesamtradstand der Lokomotive von 8500 auf 8800 mm. Unter anderem deswegen konnte die zulässige Höchstgeschwindigkeit von 65 km/h auf 70 km/h heraufgesetzt werden. Außerdem wurde eine ausgesprochene Schwachstelle der alten G 12, nämlich der aufgrund seiner Vielteiligkeit komplexe und verschleißträchtige, von den Schieberkreuzköpfen der Außensteuerung abgenommene Steuerungsantrieb für den Mittelzylinder, beseitigt. Man ersetzte ihn durch eine auf der linken Lokseite auf den fünften Kuppelradsatz gesetzte Gegenkurbel, die über eine zweite Schwingenstange (auf der linken Lokseite) sowie eine Welle die innere Schwinge antrieb.
Nach der Rekonstruktion erhielt die 58.30 mit ihrem neuen Führerhaus, dem hochliegenden Kessel, der steilen Rauchkammerschürze und den beiden oberhalb der Zylinder liegenden Hauptluftbehältern ein völlig neues, markantes Gesicht. Die rekonstruierte Lokomotive war gegenüber ihrer Ursprungsmaschine G 12 leistungsfähiger, sparsamer und schneller. Die Baureihe G 12 verbrauchte bei einer Fahrt an der Kesselgrenze 2,72 t Kohle pro Stunde, die 58.30 trotz der höheren Leistung nur 2,2 t. Sie vermochte in der Ebene eine Zuglast von 2.400 t mit 50 km/h zu schleppen, wohingegen die Ursprungsmaschine (bei Feuerung mit Braunkohle) bei der gleichen Geschwindigkeit nur 1.810 t schaffte. Im Flachland erreichte die Reko-G12 damit das Leistungsniveau der DR-Baureihe 44, welche in der Ebene gleichfalls 2.400 t mit 50 km/h bewältigte. Auf Steigungsstrecken war die Baureihe 44 allerdings der 58.30 nicht zuletzt aufgrund der größeren Reibungsmasse weiterhin leistungsmäßig überlegen.
Allerdings war die 58.30 wegen ihrer aufwändigen Modernisierung auch die teuerste Lokomotive des gesamten Rekonstruktionsprogrammes. Die Rekonstruktionskosten beliefen sich inklusive des 95.000 Mark teuren Neubautenders auf insgesamt rund 434.000 Mark (zum Vergleich: eine Neubaulok der Baureihe 50.40 hatte einen Kalkulationspreis von 466.000 Mark). Der ursprüngliche Plan beinhaltete 225 Original-G12 mit Neubau-Kesseln zu versehen und vollständig zu rekonstruieren. Aufgrund der DDR-Wirtschaft konnten aber nur die Materialien zum Umbau von 56 Maschinen zur Verfügung gestellt werden.
Da die Lieferung von Neubautendern aus verschiedenen Gründen im notwendigen Umfang nicht möglich war und die ursprünglichen Tender pr 3 T 20 / sä 3 T 21 aus Gründen der Fahrsicherheit nicht verwendet werden konnten, herrschte für diese Baureihe längere Zeit großer Tendermangel. Da schon die Baureihen 23.10 und 50.40 vollzählig mit Neubautendern ausgerüstet worden waren, war nur noch Material für 17 weitere Neubautender vorhanden, die für die Baureihe 58.30 verwendet werden konnten. Erst in den 70er Jahren wurden durch die Ausmusterung der beiden Neubau-Baureihen elf weitere Tender frei, die für die 58.30 verwendet werden konnten. So war die 58.30 anfangs mit fast allen verfügbaren Formen vierachsiger Schlepptender gekuppelt. Es existieren Fotografien aus dem Betriebsdienst mit dem großen Einheitstender 2'2'T 34, zum Beispiel die 58 3027, oder dem preußischen 2'2'T 31,5. Die Lok 58 3003 war mit dem Wannentender 2'2'T 30 gekuppelt. Die 58 3005 hatte einen 2´2T26 erhalten.
Das mit der Rekonstruktion geschaffene größere Leistungsvermögen wurde im Betrieb dankend angenommen und genutzt. Es stellte sich aber auch heraus, dass das noch weitgehend von der Ursprungsmaschine stammende Triebwerk und der Rahmen nicht auf eine derart hohe Dauerbelastung ausgelegt waren, sodass die Maschinen einen überdurchschnittlich hohen Unterhaltungsaufwand erforderten. Bereits ab 1976 durften deshalb an den Maschinen grundsätzlich nur noch Auslauf-Ausbesserungen (Schadgruppe L5) durchgeführt werden.
Die umgebauten Lokomotiven waren vorwiegend in Sachsen und Thüringen, unter anderem in den Bahnbetriebswerken Döbeln, Dresden-Friedrichstadt, Leipzig-Engelsdorf, Riesa, Gera, Gotha und Saalfeld, beheimatet. Die letzten Exemplare waren in Glauchau stationiert. In Glauchau begann die Stationierung im Jahr 1970, als die Strecken zwischen Dresden und Leipzig elektrifiziert wurden, und ein Großteil der 24 in Dresden-Friedrichstadt stationierten Maschinen abgegeben werden konnte. Während der Radsatzkrise im Jahre 1972 kam ein Einzelstück für einige Monate zum Bahnbetriebswerk Aue. Auf den Strecken zwischen Riesa, Dresden, Leipzig und Döbeln war 1980 Riesa das letzte Bahnbetriebswerk für die Baureihe 58.30 und musterte noch im selben Jahr die letzte Lok aus. 1979 wurde mit den Loks 58 3052 und 58 3039 ein Abschiedszug nach Dresden gefahren. Am 12. Februar 1981 wurden im Bw Glauchau 58 3028 und 58 3032 abgestellt und damit der offizielle Einsatz der Dampflokomotiven der Baureihe 58.30 beendet. Die Einsätze der letzten Monate waren aber nur noch Reservelok-Einsätze als Dieselersatz. Der letzte, planmäßige Zug zwischen Gera und Glauchau wurde am 27. September 1980 von 58 3028 gezogen. Auch die Lok 58 3031 war Anfang des Jahres 1981 noch beim Bahnbetriebswerk Glauchau im Betrieb.
Zwei Lokomotiven (preußischen Ursprungs) sind als nicht betriebsfähige Exemplare der Nachwelt erhalten geblieben. Die 1961 aus 58 1955 (ERFURT 5672), (LHB Breslau 1920) rekonstruierte 58 3047 wird heute von der gleichnamigen Interessengemeinschaft in Glauchau betreut und der Verein Sächsischer Eisenbahnfreunde beherbergt und unterhält in Schwarzenberg die aus der 58 1725 (KÖLN 5617), (Hannoversche Maschinenbau AG Hannover 1920) entstandene 58 3049. Erstere Museumslokomotive ist mit einem Neubautender 2'2'T 28 gekuppelt, letztere mit einem 2'2'T 32 Umbautender der Gattung Preußische P 10. Die Lok 58 3047 war bis zum Fristablauf im Jahr 2000 vor Sonderzügen im Einsatz.